# Montalbán de Córdoba
Montalbán de Córdoba er en by og kommune i det sydlige Spanien i provinsen Córdoba. Den har et indbyggertal på 4.435 (2024) indbyggere.